# Castor Elzo
Castor Elzo Medina (Las Palmas de Gran Canaria, 7 novembre 1917 – 14 settembre 1989) è stato un calciatore spagnolo, di ruolo centrocampista.

## Carriera
Nativo delle isole Canarie, Elzo iniziò a giocare con le locali compagini calcistiche del Canalejas, Sociedad Gimnástica e Club Deportivo Marino. L'esperienza con il club di Arona fu intervallata dalla guerra civile spagnola.
Dopo il conflitto, nel 1940 si trasferì in Aragona ed esordì nella Liga spagnola con il Real Saragozza. Successivamente, giocò con il CD Castellón e con il Valencia CF, con cui vinse il campionato nel 1944.
Nel 1944 si trasferì al Real Madrid. Con la squadra della capitale non giocò molte partite, ma fece comunque parte della rosa
che vinse la Coppa del Generalissimo 1946.
In seguitò, giocò con il Deportivo de La Coruña e con il Malaga, prima di ritornare nelle Canarie, dove vestì la maglia del Las Palmas.
Giocando nella Liga spagnola con sette squadre diverse, stabilì un record che durò per 47 anni, venendo poi eguagliato da Miquel Soler e superato da Carlos Aranda nel 2013.

## Palmarès

### Club

#### Competizioni nazionali
- Primera División spagnola: 1

Valencia: 1943-1944
- Coppa di Spagna: 1

Real Madrid: 1946